# 舍监
在英国教育中，舍监（housemaster）负责寄宿学校（尤其是公学）的一个宿舍。舍监负责监督和照顾住在宿舍内的学生，通常住在宿舍内。此外，也常设有助理舍监（assistant housemaster）作为副手。 